# Queen's Club Championships 2018 - Qualificazioni singolare
Le qualificazioni del singolare ai Queen's Club Championships 2018 sono state un torneo di tennis preliminare per accedere alla fase finale della manifestazione. I vincitori dell'ultimo turno sono entrati di diritto nel tabellone principale. In caso di ritiro di uno o più giocatori aventi diritto a questi sono subentrati i lucky loser, ossia i giocatori che hanno perso nell'ultimo turno ma che avevano una classifica più alta rispetto agli altri partecipanti che avevano comunque perso nel turno finale.

## Teste di serie
1. Julien Benneteau (qualificato)
2. John Millman (qualificato)
3. Taylor Fritz (ultimo turno)
4. Pierre-Hugues Herbert (primo turno)

1. Yuki Bhambri (qualificato)
2. Michail Kukuškin (primo turno)
3. Marius Copil (ultimo turno)
4. Mackenzie McDonald (ultimo turno)

## Qualificati
1. Julien Benneteau
2. John Millman

1. Yuki Bhambri
2. Tim Smyczek

## Tabellone

### Legenda
| - Q = Qualificato - WC = Wild card - LL = Lucky loser | - ALT = Alternate - SE = Special Exempt - PR = Protected Ranking | - w/o = Walkover - r = Ritirato - d = Squalificato |

### Sezione 1
|  | Primo turno | Primo turno        | Primo turno | Primo turno | Primo turno |  |  | Ultimo turno | Ultimo turno       | Ultimo turno       | Ultimo turno | Ultimo turno |  |
|  |             |                    |             |             |             |  |  |              |                    |                    |              |              |  |
|  | 1           | Julien Benneteau   | 7           | 4           | 7           |  |  |              |                    |                    |              |              |  |
|  |             | Simone Bolelli     | 64          | 6           | 5           |  |  | 1            | Julien Benneteau   | Julien Benneteau   | 7            | 6            |  |
|  |             | Bjorn Fratangelo   | 3           | 7           | 2           |  |  | 8            | Mackenzie McDonald | Mackenzie McDonald | 5            | 3            |  |
|  | 8           | Mackenzie McDonald | 6           | 5           | 6           |  |  |              |                    |                    |              |              |  |

### Sezione 2
|  | Primo turno | Primo turno   | Primo turno | Primo turno | Primo turno |  |  | Ultimo turno | Ultimo turno | Ultimo turno | Ultimo turno | Ultimo turno |  |
|  |             |               |             |             |             |  |  |              |              |              |              |              |  |
|  | 2           | John Millman  | 3           | 6           | 7           |  |  |              |              |              |              |              |  |
|  |             | Nicolas Mahut | 6           | 3           | 64          |  |  | 2            | John Millman | John Millman | 6            | 6            |  |
|  | WC          | Edward Corrie | 4           | 6           | 3           |  |  | 7            | Marius Copil | Marius Copil | 3            | 3            |  |
|  | 7           | Marius Copil  | 6           | 3           | 6           |  |  |              |              |              |              |              |  |

### Sezione 3
|  | Primo turno | Primo turno    | Primo turno | Primo turno | Primo turno |  |  | Ultimo turno | Ultimo turno | Ultimo turno | Ultimo turno | Ultimo turno |  |
|  |             |                |             |             |             |  |  |              |              |              |              |              |  |
|  | 3           | Taylor Fritz   | 6           | 3           | 6           |  |  |              |              |              |              |              |  |
|  |             | Lorenzo Sonego | 2           | 6           | 1           |  |  | 3            | Taylor Fritz | Taylor Fritz | 4            | 2            |  |
|  | WC          | James Ward     | 6           | 1           | 2           |  |  | 5            | Yuki Bhambri | Yuki Bhambri | 6            | 6            |  |
|  | 5           | Yuki Bhambri   | 4           | 6           | 6           |  |  |              |              |              |              |              |  |

### Sezione 4
|  | Primo turno | Primo turno           | Primo turno           | Primo turno | Primo turno |  |  | Ultimo turno | Ultimo turno       | Ultimo turno | Ultimo turno | Ultimo turno |  |
|  |             |                       |                       |             |             |  |  |              |                    |              |              |              |  |
|  | 4           | Pierre-Hugues Herbert | Pierre-Hugues Herbert | 65          | 65          |  |  |              |                    |              |              |              |  |
|  | WC          | Thanasi Kokkinakis    | Thanasi Kokkinakis    | 7           | 7           |  |  | WC           | Thanasi Kokkinakis | 6            | 4            | 3            |  |
|  |             | Tim Smyczek           | 6                     | 3           | 7           |  |  |              | Tim Smyczek        | 2            | 6            | 6            |  |
|  | 6           | Michail Kukuškin      | 4                     | 6           | 65          |  |  |              |                    |              |              |              |  |